# Ángela Álvarez
Ángela de la Caridad Álvarez Martínez (ur. 14 listopada 1998) – kubańska zapaśniczka walcząca w stylu wolnym.
Brązowa medalistka igrzysk panamerykańskich w 2023, a także mistrzostw panamerykańskich w 2023. Mistrzyni igrzysk Ameryki Środkowej i Karaibów w 2023 roku.